# Rivisondoli
Rivisondoli es una comuna localizada en la provincia de L'Aquila en la región de los Abruzos del centro de Italia.

## Evolución demográfica
| Gráfica de evolución demográfica de Rivisondoli entre 1861 y 2001 |
|                                                                   |
| Fuente ISTAT - elaboración gráfica por Wikipedia                  |